# Saison 2025-2026 de l'AS Saint-Étienne
Maillots
Chronologie
Saison précédente Saison suivante
Lors de la saison 2025-2026, l'AS Saint-Étienne participe au Championnat de France de football de deuxième division pour la 17e fois. Le club participe également à la Coupe de France pour la 92e fois.

## Historique

### L'avant-saison
La reprise de l'entraînement à lieu le jeudi 19 juin 2025 et précède deux stages de pré-saison : un premier au Chambon-sur-Lignon du 29 juin au 5 juillet et un second à Aix-les-Bains, en Savoie, du 16 au 25 juillet. Les stéphanois quittent prématurément le second stage et retournent s'entraîner à l'Étrat à cause du mauvais état des terrains d'Aix-les-Bains,.  

Le premier match de préparation se joue contre l'Étoile Carouge (D2 Suisse) le 5 juillet à l'Envol Stadium d'Andrézieux-Bouthéon. Les verts s'imposent trois buts à un. Face à Troyes le 12 juillet au stade Geoffroy-Guichard, les hommes d'Eirik Horneland gagnent 1-0 grâce à une réalisation de Ben Old avant de s'incliner contre le Servette FC le 18 juillet (3-2). 

## Les joueurs et le club lors de la saison 2025-2026

### Mercato
Le mercato stéphanois débute par le recrutement de l'attaquant Irvin Cardona, qui était prêté par Augsbourg lors de la seconde partie de saison. Maxime Bernauer, également prêté sur la même période, s'engage lui aussi définitivement avec les Verts. Les départs des deux jeunes Antoine Gauthier et Mathys Saban sont officialisés début juin,. Après de longues rumeurs, le milieu de terrain israélien Mahmoud Jaber est transféré à Saint-Étienne le 17 juin en provenance du Maccabi Haïfa, où il avait été formé et remporté deux championnats. Le lendemain, c'est la signature du jeune sénégalais Lassana Traoré qui est effective, ce dernier signant par ailleurs son premier contrat professionnel. 
Formé au club, Louis Mouton quitte les verts le 20 juin et paraphe un contrat de trois ans avec le SCO d'Angers, fraîchement maintenu en Ligue 1. Une semaine plus tard, Pierre Cornud retourne au Maccabi Haïfa, seulement un an après son arrivée. Ibrahim Sissoko et Anthony Briançon quittent également le club,. Le marocain Yunis Abdelhamid et Ibrahima Wadji sont laissés libres et quittennt le Forez. C'est aussi le cas du défenseur Léo Pétrot, qui ne prolonge finalement pas avec Saint-Étienne après une période de flou et signe avec Elche en deuxième division espagnole. L'option d'achat de Pierre Ekwah est levée, mais le joueur ne souhaite pas jouer en Ligue 2. 
La cinquième recrue stéphanoise est le défenseur portugais Chico Lamba, recruté pour un montant avoisinant les 8 millions d'euros (bonus compris). L'international espoir de la Seleção das Quinas évoluait au FC Arouca en première division portugaise. Enzo Mayilla est prêté au SC Aubagne AB le 15 juillet tandis que Darling Bladi signe avec le Real Betis deux jours plus tard. 
Convoité par le Servette FC,, Lamine Fomba rejoint le club suisse le 25 juillet,.  
Respectivement les 6, 7 et 8 août, João Ferreira en provenance du Watford, Ebenezer Annan et Strahinja Stojković de l'Étoile rouge de Belgrade rejoignent le club. Le montant des trois transferts s'élèvent à 3 millions d'euros pour le latéral droit portugais, 2,5 millions (bonus compris) pour le défenseur ghanéen et 2,3 millions (pouvant atteindre 4 millions avec bonus) pour le jeune latéral serbe. 
En fin de contrat avec Brighton & Hove Albion, Joshua Duffus, attaquant international U19 anglais est officialisé le 13 août après plusieurs semaines d'imbroglio causé par le nombre de joueurs extracommunautaires autorisés en Ligue 2. Le club compte déjà dans ses rangs 2 joueurs extracommunautaires sur 2 possibles (Ben Old et Mahmoud Jaber). En effet, suite au Brexit, les joueurs britanniques ont désormais le statut d’extracommunautaires. Finalement, grâce à ses origines jamaïcaines par sa mère, Joshua Duffus a pu obtenir la double nationalité, la Jamaïque ne comptant pas dans la limite suite aux accords entre l'UE et les pays ACP.
Après une demi saison en prêt au SC Bastia, le jeune ailier droit formé au club Ayman Aiki est définitivement transféré le 14 août.

#### Mercato d'été
| Nom                 | Poste             | Date             | Transfert      | Provenance/Destination   | Division              |
| ------------------- | ----------------- | ---------------- | -------------- | ------------------------ | --------------------- |
| Arrivées            |                   |                  |                |                          |                       |
| Irvin Cardona       | Attaquant         | 2 juin 2025      | Transfert      | FC Augsbourg             | Bundesliga            |
| Maxime Bernauer     | Défenseur         | 11 juin 2025     | Transfert      | Dinamo Zagreb            | HNL                   |
| Mahmoud Jaber       | Milieu de terrain | 17 juin 2025     | Transfert      | Maccabi Haïfa            | Ligat ha'Al           |
| Lassana Traoré      | Défenseur         | 18 juin 2025     | Transfert      | Diambars FC              | Ligue 1               |
| Ayman Aiki          | Attaquant         | 1er juillet 2025 | Retour de prêt | SC Bastia                | Ligue 2               |
| Darling Bladi       | Défenseur         | 1er juillet 2025 | Retour de prêt | FBBP 01                  | National              |
| Karim Cissé         | Milieu de terrain | 1er juillet 2025 | Retour de prêt | FC Annecy                | Ligue 2               |
| Jibril Othman       | Attaquant         | 1er juillet 2025 | Retour de prêt | Royal Francs-Borains     | Challenger Pro League |
| Beres Owusu         | Défenseur         | 1er juillet 2025 | Retour de prêt | US Quevilly              | National              |
| Chico Lamba         | Défenseur         | 7 juillet 2025   | Transfert      | FC Arouca                | Liga Portugal         |
| João Ferreira       | Défenseur         | 6 août 2025      | Transfert      | Watford FC               | Championship          |
| Ebenezer Annan      | Défenseur         | 7 août 2025      | Transfert      | Étoile rouge de Belgrade | SuperLiga Srbije      |
| Strahinja Stojković | Défenseur         | 8 août 2025      | Transfert      | Étoile rouge de Belgrade | SuperLiga Srbije      |
| Joshua Duffus       | Attaquant         | 13 août 2025     | Transfert      | Brighton & Hove Albion   | Premier League        |
| Pierre Ekwah        | Milieu de terrain | 14 août 2025     | Transfert      | Sunderland AFC           | Premier League        |
| Départs             |                   |                  |                |                          |                       |
| Antoine Gauthier    | Milieu de terrain | 4 juin 2025      | Libre          | Le Puy Foot              | National              |
| Mathys Saban        | Attaquant         | 6 juin 2025      | Libre          | RFCU Luxembourg          | BGL Ligue             |
| Louis Mouton        | Milieu de terrain | 20 juin 2025     | Libre          | Angers SCO               | Ligue 1               |
| Pierre Cornud       | Défenseur         | 27 juin 2025     | Transfert      | Maccabi Haïfa            | Ligat ha'Al           |
| Ibrahim Sissoko     | Attaquant         | 30 juin 2025     | Libre          | VfL Bochum               | 2. Bundesliga         |
| Yunis Abdelhamid    | Défenseur         | 30 juin 2025     | Libre          | AS FAR                   | Botola Pro            |
| Anthony Briançon    | Défenseur         | 30 juin 2025     | Libre          | Pau FC                   | Ligue 2               |
| Léo Pétrot          | Défenseur         | 30 juin 2025     | Libre          | Elche CF                 | LaLiga                |
| Ibrahima Wadji      | Défenseur         | 30 juin 2025     | Libre          | PFK Turan Tovuz          | Premyer Liqası        |
| Enzo Mayilla        | Attaquant         | 15 juillet 2025  | Prêt           | SC Aubagne Air-Bel       | National              |
| Darling Bladi       | Défenseur         | 19 juillet 2025  | Transfert      | Real Betis               | LaLiga                |
| Lamine Fomba        | Milieu de terrain | 25 juillet 2025  | Transfert      | Servette FC              | Super League          |
| Beres Owusu         | Défenseur         | 6 août 2025      | Prêt           | Grazer AK                | Bundesliga            |
| Ayman Aiki          | Attaquant         | 14 août 2025     | Transfert      | SC Bastia                | Ligue 2               |
| Cheikh Fall         | Milieu de terrain | 19 août 2025     | Transfert      | Pau FC                   | Ligue 2               |

#### Mercato d'hiver
| Nom      | Poste | Date | Transfert | Provenance/Destination | Division |
| -------- | ----- | ---- | --------- | ---------------------- | -------- |
| Arrivées |       |      |           |                        |          |
| Départs  |       |      |           |                        |          |

## Effectif professionnel
Le premier tableau liste l'effectif professionnel de l'AS Saint-Étienne pour la saison 2025-2026. Le second recense les prêts effectués par le club lors de cette même saison.
En grisé, les sélections de joueurs internationaux chez les jeunes mais n'ayant jamais été appelés aux échelons supérieurs une fois l'âge-limite dépassé ou les joueurs ayant pris leur retraite internationale.

Note : Le numéro 24 a été retiré par le club. En effet, le 24 représente le numéro que portait Loïc Perrin, joueur et capitaine emblématique du club, apparu à 470 reprises sous le maillot vert entre 2003 et 2020.

## Statistiques

### Classement des buteurs
| Place | Nom                 | Ligue 2 | Coupe de France | TOTAL |
| 1     | Irvin Cardona       | 2       | -               | 2     |
| 2     | Augustine Boakye    | 1       | -               | 1     |
| 2     | Zuriko Davitashvili | 1       | -               | 1     |
| 2     | Joshua Duffus       | 1       | -               | 1     |
| 2     | Mahmoud Jaber       | 1       | -               | 1     |
| 2     | Ben Old             | 1       | -               | 1     |

Date de mise à jour : le 17 août 2025.

### Classement des passeurs décisifs
| Place | Nom              | Ligue 2 | Coupe de France | TOTAL |
| 1     | Augustine Boakye | 3       | -               | 3     |
| 2     | João Ferreira    | 1       | -               | 1     |
| 2     | Aïmen Moueffek   | 1       | -               | 1     |
| 2     | Ben Old          | 1       | -               | 1     |

Date de mise à jour : le 17 août 2025.

## Rencontres de la saison

### Matchs amicaux
| Date            | N° | Adversaire                        | Lieu                | Résultat | Buteurs pour Saint-Étienne           |
| --------------- | -- | --------------------------------- | ------------------- | -------- | ------------------------------------ |
| 5 juillet 2025  | #1 | Étoile Carouge (Challenge League) | Andrézieux-Bouthéon | 3 - 1    | Old 45e, Fomba 54e, Davitashvili 59e |
| 12 juillet 2025 | #2 | ES Troyes AC (Ligue 2)            | Saint-Étienne       | 1 - 0    | Old 63e                              |
| 18 juillet 2025 | #3 | Servette FC (Super League)        | Aix-les-Bains       | 2 - 3    | Cardona 41e, Boakye 87e              |
| 25 juillet 2025 | #4 | Paris FC (Ligue 1)                | Thonon-les-Bains    | 0 - 3    | -                                    |
| 2 août 2025     | #5 | Cagliari Calcio (Serie A)         | Cagliari            | 0 - 1    | -                                    |

### Championnat

#### Matchs aller
Les verts entament leur saison par un déplacement sur la pelouse du stade Francis-Le-Basser le 9 Août pour y affronter le Stade Lavallois, septième de Ligue 2 la saison passée. Avec de nombreux absents (Joshua Duffus, Lucas Stassin, Mahmoud Jaber ou Maxime Bernauer), Eirik Horneland titularise le jeune Luan Gadegbeku ainsi que la nouvelle recrue Ebenezer Annan. Augustine Boakye, absent depuis mars, est lui aussi titulaire. Les stéphanois dominent en début de match mais ne concrétisent pas et sont punis par Malik Tchokounté qui ouvre le score à la 16e minute avant que, sur une belle percée d'Aïmen Moueffek, Irvin Cardona égalise (27e minute). Moins d'une dizaine de minute plus tard, sur une nouvelle action initiée par Moueffek, Augustine Boakye permet à Saint-Étienne de mener au score, mais Tchokounté égalise sur un penalty concédé par Mickaël Nadé peu de temps avant la mi-temps, qui est sifflée sur le score de 2-2. La deuxième mi-temps débute par deux occasions chaudes pour les mayennais mais c'est l'ASSE qui trouve le chemin des filets par Ben Old à la 51e minute sur une passe en profondeur de Boakye. Alors qu'ils n'ont pas accroît leur avance, les stéphanois encaissent un troisième but d'Ethan Clavreul, son premier en professionnel, et concèdent ainsi le match nul, 3-3,. Frustrant, ce match nul ne satisfait pas Eirik Horneland, déçu par la deuxième période stéphanoise : « La seconde mi-temps, je n’ai pas du tout aimé. On leur a laissé le ballon, la possibilité de créer alors que c’était à nous de le faire. On a marqué un joli but avec une belle combinaison entre Ben Old et Boakye mais je regrette qu’on ait laissé la partie créative à Laval. On aurait pu marquer le quatrième but, notamment avec les centres d’Annan. S’ils avaient été plus précis, ils nous auraient certainement amené un quatrième but pour clore l’issue de la rencontre. Cette deuxième mi-temps ne m’a pas plu, j’ai plus aimé les bonnes parties de la première période. Il faut qu’on reste comme ça, aux commandes du jeu. Il faut avoir le courage et l’intensité nécessaires pour garder le contrôle du jeu »,. 
Pour son deuxième match, le premier à domicile au stade Geoffroy-Guichard et devant plus de 33 000 personnes, Saint-Étienne accueille Rodez, dont l'équipe à énormément changée au cours de l'intersaison (13 recrues). Alignant cette fois une équipe "type" avec le retour dans le groupe de Lucas Stassin et les titularisations de Mahmoud Jaber, Joshua Duffus et João Ferreira, les verts débutent bien la rencontre avec une première occasion pour Joshua Duffus à la 9e minute. C'est ce même Duffus qui ouvre le score sur une belle ouverture de Ferreira à la 26e minute de jeu. De retour de la mi-temps, les stéphanois font le break grâce à un but de la recrue Mahmoud Jaber avant qu'Irvin Cardona n'alourdisse la marque un peu moins de 10 minute plus tard (56e minute). Zuriko Davitashvili acte la victoire stéphanoise sur une superbe combinaison collective à la 78e minute. Les verts s'imposent 4-0, et portent leur total de but à 7 en deux matchs. À l'issue du succès de son équipe, Horneland déclare : « Le résultat est positif mais sur le contenu il y a encore des manques. On a eu des moments très bons mais on a parfois manqué d'un peu de rythme pour faire évoluer notre jeu ».
| Date       | N o | Adversaire      | Lieu | Résultat | Buteurs pour Saint-Étienne                           | Points | Place |
| ---------- | --- | --------------- | ---- | -------- | ---------------------------------------------------- | ------ | ----- |
| 09/08/2025 | J1  | Stade lavallois | Ext. | 3 - 3    | Cardona 27e, Boakye 35e, Old 51e                     | 1      | 3     |
| 16/08/2025 | J2  | Rodez AF        | Dom. | 4 - 0    | Duffus 27e, Jaber 47e, Cardona 56e, Davitashvili 78e | 4      | 1     |

#### Matchs retour
| Date | N o | Adversaire | Lieu | Résultat | Buteurs pour Saint-Étienne | Points | Place |
| ---- | --- | ---------- | ---- | -------- | -------------------------- | ------ | ----- |

#### Classement
| Rang | Équipe             | Pts | J | G | N | P | Bp | Bc | Diff | Promotion ou relégation                 |
| ---- | ------------------ | --- | - | - | - | - | -- | -- | ---- | --------------------------------------- |
| 1    | AS Saint-Étienne R | 4   | 2 | 1 | 1 | 0 | 7  | 3  | +4   | Promotion en Ligue 1                    |
| 2    | Amiens SC          | 4   | 2 | 1 | 1 | 0 | 5  | 3  | +2   | Promotion en Ligue 1                    |
| 3    | Pau FC             | 4   | 2 | 1 | 1 | 0 | 3  | 1  | +2   | Participation aux barrages de promotion |
| 4    | Montpellier HSC R  | 4   | 2 | 1 | 1 | 0 | 3  | 2  | +1   | Participation aux barrages de promotion |
| 5    | Stade de Reims R   | 4   | 2 | 1 | 1 | 0 | 3  | 2  | +1   | Participation aux barrages de promotion |

### Coupe de France
La Coupe de France 2025-2026 est la cent-neuvième édition de cette compétition à élimination directe mettant aux prises tous les clubs de football amateurs et professionnels à travers la France métropolitaine et les DOM-TOM. Elle est organisée par la FFF et ses ligues régionales.
| Date | N o | Adversaire | Lieu | Résultat | Buteurs pour Saint-Étienne |
| ---- | --- | ---------- | ---- | -------- | -------------------------- |